# ONF
ONF (pronunciado como On  and Off, Coreano: 온애오프), es un grupo surcoreano formado por WM Entertainment  en 2017. Actualmente el grupo está compuesto por seis miembros: Hyojin, E-Tion, Seungjun, Wyatt, Minkyun  y U,   ONF debutó el 3 de agosto de 2017 con su álbum ON/OFF, que hace referencia a su nombre.

## Historia

### Predebut
Antes de unirse a WM Entertainment, U fue aprendiz en JYP Entertainment.MK entrenó en Starship Entertainment. En 2015, MK participó en el programa de supervivencia de Mnet y Starship Entertainment, No.Mercy. Durante su primera aparición en público, Laun reveló que era un aprendiz de Big Hit Music y solía entrenar junto con BTS.
Todos los miembros conforman WM Boys. WM Boys actuó como bailarines de respaldo de B1A4 en el Dream Concert 2016 en Seúl. Los miembros J-Us, Laun y Wyatt hicieron una aparición en el mini drama de B1A4 llamado “The Class”, y E-Tion y Wyatt hicieron otra aparición en otro mini drama de B1A4 llamado ‘’Feeling”. Hyojin, E-Tion, J-Us y Wyatt fueron presentados como bailarines en la versión coreana del drama web ‘Loss:Time:Life’.
El 25 de mayo de 2017, todos los miembros de WM Boys asistieron a IDOLCON e interpretaron "Original", una canción de su álbum debut.

### 2017: Debut conON/OFF,entrada enMix Nine
El grupo lanzó su canción debut "ON / OFF" el 2 de agosto de 2017. Al día siguiente, el grupo celebró su etapa de debut en M. Countdown. Los miembros están compuestos por dos subunidades, la subunidad ON y la subunidad OFF. Hyojin es el líder de la subunidad ON (Subunidad vocal), y la conforman Hyojin, E-Tion, MK y Laun. J-Us lidera la subunidad OFF (Subunidad de baile), y esta la conforman J-Us, Wyatt y U. Laun es parte de ambas subunidades.
El 5 de noviembre, el grupo se unió al programa de supervivencia Mix Nine y todos pasaron las audiciones. El 28 de octubre, Hyojin fue revelado como el centro masculino para la primera misión de actuación de Mix Nine: Just Dance. En el final en vivo el 26 de enero de 2018, Hyojin ocupó el segundo lugar y Laun ocupó el séptimo lugar, logrando así estará en el grupo debut, pero el proyecto fue cancelado.

### 2018:You Complete Me, debut japonés, comeback japonés
El 7 de junio de 2018, ONF lanzó su segundo miniálbum, You Complete Me, con un total de seis canciones, incluido el sencillo principal "Complete".
El 15 de junio, ONF firmó un contrato con la compañía japonesa Victor Entertainment para hacer su debut oficial en Japón en agosto. Debutó oficialmente en Japón el 1 de agosto con su sencillo debut "ON / OFF (Japanese Ver.)". El video musical de su sencillo debut fue lanzado el 3 de julio. También realizaron su debut en Japón en el Minavi BLITZ Asaka de Tokio el 31 de julio.
El 7 de septiembre, ONF lanzó el video musical de su segundo sencillo japonés "Complete (Japanese Ver.)". Su CD completo, que incluye dos canciones en japonés, fue lanzado el 26 de septiembre.

### 2019:We Must Love, Asia Tour, la salida de Laun,Go Live
El 7 de febrero, ONF lanzó su tercer miniálbum, We Must Love, que consta de cinco canciones junto con la canción principal "We Must Love". Anunciaron una gira por Asia en 2019 del mismo nombre, pasando por Hong Kong, Singapur y Taipéi en primavera; sin embargo, su parada en Singapur fue cancelada.
El 27 de junio, WM Entertainment anunció que Laun fue elegido como Yeon Joo Hyuk en el drama web de tVN D STORY Chubby Romance 2, su primer papel de actuación profesional. ONF interpretó el tema principal de la serie "So Pretty", lanzada el 14 de julio.
El 23 de agosto, WM Entertainment emitió un comunicado oficial diciendo que Laun había dejado ONF y canceló su contrato con la agencia por razones personales.
El 7 de octubre, ONF lanzó su cuarto miniálbum, Go Live, este contiene cinco canciones, incluido el sencillo principal "Why".

### 2020:Road To Kingdom, Spin Off
El 20 de marzo, se anunció que ONF iba a estar en el programa de competición llamado Road To Kingdom.
En la ronda preliminar interpretaron una mezcla de sus canciones (''We Must Love'', ''Why'', ''Lights On''), quedando quintos. En la primera ronda hicieron una versión de la canción Everybody del grupo SHINee, así consiguiendo quedar terceros en la clasificación. En la segunda ronda tuvieron que escoger una de sus canciones e interpretarla, ellos decidieron interpretar su canción We Must Love y Moscow Moscow dándole el toque de instrumental, en esta actuación participó YooA del grupo de su misma agencia, Oh My Girl, gracias a esta increíble actuación quedaron segundos en la clasificación. La tercera ronda estaba dividida en dos partes, en la primera tenían que colaborar con un grupo, ellos colaboraron con Pentagon y quedaron primeros interpretando «Kill This Love» de Blackpink, la segunda parte de la tercera ronda consistía en interpretar la canción que había elegido el grupo con el que habían hecho la colaboración, Pentagon había elegido ''It's Raining'' de Rain, por lo tanto les tocó hacer la canción, ellos hicieron la actuación de esta canción haciendo una mezcla con su canción "Complete", una de sus canciones, en la clasificación se anunció que quedaron primeros también en esta ronda, por lo tanto pasaron a la cuarta y última ronda siendo los primeros. El 12 de junio se publicaron las canciones para la final, el nombre de la canción de ONF es ''New World'' (esta canción fue su primera canción en aparecer en Gaon Digital Chart y en Billboard's K-pop Hot 100, estando en los puestos 112 y 97 respectivamente). La final se emitió el 18 de junio en vivo por el canal de YouTube de Mnet, interpretaron su canción así quedando segundos en el programa de Road To Kingdom.
El 10 de agosto, ONF lanzó su quinto miniálbum, Spin Off, consta de siete canciones, su canción principal es ''Sukhumvit Swimming'', la canción que interpretaron en la final de Road To Kingdom. ''New World'', también está añadida en el álbum.
El 23 de diciembre se estrenó su primer web-drama llamado "Can I Step In?"

### 2021:ONF: MY NAME(Primer álbum completo), Primer premio,City of ONF,Popping,Goosebumps, alistamiento de miembros
El 3 de febrero WM Entertainment anunció a través de un comunicado por Twitter que ONF sacaría su primer álbum completo a finales de ese mismo mes. 
El 19 de febrero ONF publicó el video musical de "My Name Is", una de las canciones de su nuevo álbum.
El 24 de febrero publicaron su primer álbum completo, su canción principal es "Beautiful Beautiful", este álbum está compuesto de 11 pistas, una de ellas siendo la versión inglesa de la canción principal y la canción que hicieron en su debut stage, "Lights On".
El 2 de marzo, el grupo consiguió su primer premio en un programa de música, su primer premio desde que debutaron. 
ONF sacó otro álbum con 11 canciones de ONF: MY NAME y 3 nuevas canciones, la canción principal es "Ugly Dance"
El 9 de agosto, ONF publicó su álbum de verano "Popping", consistiendo de 5 canciones, incluida la canción principal del mismo nombre.
El 3 de diciembre volverán con su sexto miniálbum, que llevará el nombre de Goosebumps. Este comeback será el último antes de que todos los miembros coreanos del grupo ingresen para hacer el servicio militar obligatorio.
El 21 de diciembre, Minkyun fue el primer miembro en enlistarse como soldado en servicio activo, seguido por Seungjun y Wyatt, quienes se enlistaron el 27 de diciembre y Hyojin y E-Tion, quienes se enlistaron el 28 de diciembre como soldados en servicio activo.

### 2022–2023 Otras actividades, especial álbum,Storage of ONF, fin del servicio militar y reanudación de actividades grupales
El 24 de mayo, U apareció en el programa de supervivencia de baile callejero Be Mbitious. Aparece como concursante para competir por un lugar en un equipo de baile proyecto que aparecerá en Street Man Fighter de Mnet, pero no logró llegar al programa principal.
El 16 de agosto, para celebrar su aniversario de debut, ONF lanzó el álbum especial Storage of ONF, la preparación para el álbum, incluido el video musical, se terminó antes del alistamiento de los miembros coreanos. El álbum especial consta de diez temas, incluidas cinco versiones remasterizadas, con "Your Song" como tema principal. 
Del 8 al 22 de octubre de 2022, cinco miembros coreanos que sirven en el ejército se reunieron en la Exposición Mundial de Cultura Militar de Gyeryong para celebrar varios escenarios, incluido el espectáculo especial de la Fuerza Coreana "Tren de consolación" y actuaciones de música. Entre ellos, la primera presentación grupal, el video de la fancam de la presentación de Beautiful Beautiful y el video del cover de baile de Hype Boy de E-Tion y Seungjun, llamaron mucho la atención. Los videos de cámaras de fanes individuales de Hype Boy en las redes sociales obtuvieron más de 2 millones de visitas en solo unos días y aparecieron en la búsqueda de palabras clave en tiempo real de Weibo y se introdujeron videos en transmisiones en el extranjero.
El 14 de febrero, Hyojin lanzó el sencillo especial "Love Things". Al igual que Storage of ONF, el sencillo fue grabado antes del alistamiento militar de Hyojin y lanzado mientras Hyojin todavía estaba en servicio activo. En junio de 2023, todos los miembros fueron dados de baja del ejército, Minkyun el 20 de junio, Seungjun y Wyatt el 26 de junio y E-Tion y Hyojin el 27 de junio. Después de eso, el 28 de junio, ONF realizó una transmisión en vivo a través de Weverse para reunirse con los fanes por primera vez después de su alta. 
El 30 de junio, WM Entertainment anunció que ONF celebraría una reunión de fanes "Be Here Now" en el Centro de Cultura y Artes Donghae de la Universidad de Kwangwoon el 29 de julio.
El 1 de julio, se anunció que ONF participaría en el primer concierto familiar de RBW, "RBW 2023 SUMMER FESTIVAL Over the Rainbow", celebrado en el SK Olympic Handball Gymnasium el 16 de julio. 
En septiembre, se anunció que ONF regresaría el 4 de octubre con su séptimo EP Love Effect, aproximadamente 1 año y 10 meses después del último y 4 meses después de haber sido dado de baja del ejército.

### 2024: Cambios de nombre artístico
El 1 de enero de 2024, WM Entertainment anunció que los miembros anteriormente conocidos por los nombres artísticos J-U y MK promocionarán de ahora en adelante usando sus nombres legales Seungjun y Minkyun respectivamente.

## Miembros
| Nombre artístico | Nombre artístico | Nombre real    | Nombre real   | Fecha de nacimiento               | Lugar de nacimiento   | Posición                             |
| Romanizacióm     | Hangul           | Romanización   | Hangul/Kanji  | Fecha de nacimiento               | Lugar de nacimiento   | Posición                             |
| ---------------- | ---------------- | -------------- | ------------- | --------------------------------- | --------------------- | ------------------------------------ |
| Hyojin           | 효진             | Kim Hyo-jin    | 김 효진       | 22 de abril de 1994 (31 años)     | Seúl, Corea del Sur   | Líder, Vocalista y Bailarín          |
| Seungjun         | 승준             | Lee Seung Jun  | 이승준        | 13 de enero de 1995 (30 años)     | Seúl, Corea del Sur   | Líder, Vocalista y Bailarín          |
| E-Tion           | 이션             | Lee Chang-yoon | 이 창윤       | 24 de diciembre de 1994 (30 años) | Jeonju, Corea del Sur | Vocalista y Bailarín                 |
| Wyatt            | 와이엇           | Shim Jae-young | 심 재영       | 23 de enero de 1995 (30 años)     | Seúl, Corea del Sur   | Rapero, Bailarín                     |
| Minkyun          | 민균             | Park Min-kyun  | 박 민균       | 16 de noviembre de 1995 (29 años) | Anyang, Corea del Sur | Vocalista, Rapero y Bailarín         |
| U                | 유               | Mizuguchi Yuto | みずぐち ゆと | 16 de marzo de 1999 (26 años)     | Osaka, Japón          | Vocalista, Rapero, Bailarín y Maknae |

## Discografía

### Miniálbum
| Título                                                                 | Detalles del álbum                                                                            | Posiciones máximas alcanzadas | Posiciones máximas alcanzadas | Ventas                     |
| Título                                                                 | Detalles del álbum                                                                            | KOR                           | JPN                           | Ventas                     |
| ---------------------------------------------------------------------- | --------------------------------------------------------------------------------------------- | ----------------------------- | ----------------------------- | -------------------------- |
| ON/OFF                                                                 | - Publicado: 2 de agosto de 2017 - Empresa: WM Entertainment - Formato: CD, descarga digital  | 9                             | —                             | - KOR: 14,804              |
| You Complete Me                                                        | - Publicado: 7 de junio de 2018 - Empresa: WM Entertainment - Formato: CD, descarga digital   | 8                             | —                             | - KOR: 24,937              |
| We Must Love                                                           | - Publicado: 7 de febrero de 2019 - Empresa: WM Entertainment - Formato: CD, descarga digital | 5                             | —                             | - KOR: 19,950              |
| Go Live                                                                | - Publicado: 7 de octubre de 2019 - Empresa: WM Entertainment - Formato: CD, descarga digital | 8                             | 38                            | - KOR: 21,636 - JPN: 1,566 |
| Spin Off                                                               | - Publicado: 10 de agosto de 2020 - Empresa: WM Entertainment - Formato: CD, descarga digital | 3                             | 38                            | - KOR: 82,486 - JPN: 1,113 |
| Popping                                                                | - Publicado: 9 de agosto de 2021 - Empresa: WM Entertainment - Formato: CD, descarga digital  | 2                             | —                             |                            |
| "—" El disco no ha sido sacado en esta región o no entró en las listas |                                                                                               |                               |                               |                            |

### Álbum Completo
| Título       | Detalles del álbum                                                                             | Posiciones máximas alcanzadas | Posiciones máximas alcanzadas | Ventas                     |
| Título       | Detalles del álbum                                                                             | KOR                           | JPN                           | Ventas                     |
| ------------ | ---------------------------------------------------------------------------------------------- | ----------------------------- | ----------------------------- | -------------------------- |
| ONF: My Name | - Publicado: 24 de febrero de 2021 - Empresa: WM Entertainment - Formato: CD, descarga digital | 3                             | 34                            | - KOR: 75,283 - JPN: 1,262 |

### Reediciones
| Título      | Detalles del álbum                                                                           | Posiciones máximas alcanzadas | Posiciones máximas alcanzadas | Ventas        |
| Título      | Detalles del álbum                                                                           | KOR                           | JPN                           | Ventas        |
| ----------- | -------------------------------------------------------------------------------------------- | ----------------------------- | ----------------------------- | ------------- |
| City of ONF | - Publicado: 28 de abril de 2021 - Empresa: WM Entertainment - Formato: CD, descarga digital | 4                             | —                             | - KOR: 86,702 |

### Sencillos
| Título                                                                  | Año     | Posiciones máximas alcanzadas | Posiciones máximas alcanzadas | Posiciones máximas alcanzadas | Ventas       | Álbum           |
| Título                                                                  | Año     | KOR                           | KOR Hot                       | JPN                           | Ventas       | Álbum           |
| Coreano                                                                 | Coreano | Coreano                       | Coreano                       | Coreano                       | Coreano      | Coreano         |
| ----------------------------------------------------------------------- | ------- | ----------------------------- | ----------------------------- | ----------------------------- | ------------ | --------------- |
| "ON/OFF"                                                                | 2017    | —                             | —                             | N/A                           | N/A          | On/Off          |
| "Complete" (널 만난 순간)                                               | 2018    | —                             | —                             | N/A                           | N/A          | You Complete Me |
| "We Must Love" (사랑하게 될 거야)                                       | 2019    | —                             | —                             | N/A                           | N/A          | We Must Love    |
| "Why"                                                                   | 2019    | —                             | —                             | N/A                           | N/A          | Go Live         |
| "Sukhumvit Swimming" (스쿰빗스위밍)                                     | 2020    | 102                           | 91                            | N/A                           | N/A          | Spin Off        |
| "Beautiful Beautiful"                                                   | 2021    | 7                             | —                             | N/A                           | N/A          | ONF: My Name    |
| "Ugly Dance" (춤춰)                                                     | 2021    | 42                            | —                             | N/A                           | N/A          | City of ONF     |
| "Popping" (여름 쓱)                                                     | 2021    | 30                            | —                             | N/A                           | N/A          | Popping         |
| Japonés                                                                 |         |                               |                               |                               |              |                 |
| "ON/OFF"                                                                | 2018    | —                             | —                             | 20                            | - JPN: 5,213 | Ningún álbum    |
| "Complete"                                                              | 2018    | —                             | —                             | 17                            | - JPN: 4,807 | Ningún álbum    |
| "—" El disco no ha sido sacado en esta región o no entró en las listas. |         |                               |                               |                               |              |                 |

### Otras canciones
| Título                                                                  | Año  | Posiciones máximas alcanzadas | Posiciones máximas alcanzadas | Ventas | Álbum                 |
| Título                                                                  | Año  | KOR                           | KOR Hot                       | Ventas | Álbum                 |
| ----------------------------------------------------------------------- | ---- | ----------------------------- | ----------------------------- | ------ | --------------------- |
| "New World" (신새계)                                                    | 2020 | 112                           | 97                            | 97     | Road to Kingdom FINAL |
| "—" El disco no ha sido sacado en esta región o no entró en las listas. |      |                               |                               |        |                       |

### Canciones de series o películas
| Título                                | Año  | Álbum                                   |
| ------------------------------------- | ---- | --------------------------------------- |
| "No Control"                          | 2018 | Shinbi Apartment: Birth of Ghost Ball X |
| "Your Day" (축제)                     | 2018 | Let's Eat OST                           |
| "Pretty" (예뻐죽겠다)                 | 2019 | Chubby Romance 2 OST Part. 1            |
| "Not a sad song" (이별 노래가 아니야) | 2020 | Love Revolution OST Part. 1             |
| "BeforeToday is Over" (Hyojin)        | 2021 | True Beauty OST Part. 7                 |